# Carsosaurus marchesettii
Il carsosauro (Carsosaurus marchesettii) è un rettile acquatico estinto appartenente ai lepidosauri. Visse all'inizio del Cretaceo superiore (circa 100 milioni di anni fa), e i suoi resti sono stati ritrovati in Slovenia.

## Descrizione
Questo animale, lungo oltre un metro e mezzo, era il più grande rappresentante dei cosiddetti aigialosauridi, un gruppo di lucertole dalle abitudini semiacquatiche caratteristici della parte finale del Cretaceo inferiore e dei primi tempi del Cretaceo superiore. Il corpo era allungato, così come la coda, e le corte zampe erano probabilmente palmate. Il cranio era relativamente leggero ma fornito di mascelle dai denti acuminati.

## Fossili eccezionali
Nel 2001 è stato descritto un ritrovamento eccezionale di fossile di carsosauro: una femmina gravida, nella cui regione addominale erano presenti almeno quattro embrioni ben sviluppati, il cui orientamento suggerisce che non erano stati divorati dalla femmina ma stavano effettivamente per nascere. La posizione di questi esemplari, inoltre, ha fatto supporre che sarebbero dovuti nascere dalla parte della coda (con le narici che emergevano per ultime); questo è un adattamento che previene il soffocamento del piccolo, e si riscontra in numerosi altri amnioti acquatici come i cetacei, i sirenii e gli ittiosauri. Un embrione era posizionato esattamente in mezzo al bacino, a suggerire che la femmina probabilmente era morta proprio durante il parto.
Questa condizione di viviparità negli aigialosauridi, animali di media taglia e dalle abitudini semiacquatiche, potrebbe averli liberati della necessità di tornare a riva per deporre le uova, e quindi potrebbe aver permesso la conseguente evoluzione di forme giganti e totalmente marine, come i mosasauridi.